# The Solids
The Solids — пауэр-поп группа из Мидделтауна, Коннектикут. Группа в настоящее время состоит из Картера Бэйза, Крэйга Томаса, Патрика Батлера и C.C. DePhil. Они пишут и исполняют песни с 1996 года.
The Solids впервые стали популярны из-за песни «The Future Is Now», которая стала музыкальной темой в программе Оливера Бина на телеканале FOX. Также они написали песню «Hey, Beautiful», 12-секундный отрывок которой стал темой сериала «Как я встретил вашу маму» (англ. How I Met Your Mother) на канале CBS.

## История группы
Группа была образована летом 1996 года Бэйсом и Томасом. К ним присоединился Патрик Батлер и Ник Коулман, которые сыграли свой первый концерт 28 сентября 1996 года в Alpha Delta Phi, расположенный на 185 High Street в Мидделтауне на кампусе Уэслианского университета, где все они учились.
После воздействия Оливера Бина, группа создала свой официальный сайт и стала популярна среди любителей альтернативной музыки. На сайте бесплатно предоставляются песни «The Future Is Now» и «Hey, Beautiful», а также другие MP3 файлы, в том числе демоверсии и живые выступления.
Их песня «Clowns Like Candy» была сыграна в телесериале Ed на канале NBC. Также она попала в «10 Top Alternative Internet Downloads» и «Выбор редакторов» в 825-м выпуске журнала Rolling Stone.
Группа выпустила свой одноименный альбом 24 января 2008 года. Они по-прежнему активны и в настоящее время живут и выступают в Лос-Анджелесе.